# Critique de cinéma
La critique de cinéma est un cinéphile venu soit du journalisme, ou de la critique d'art, voire un professionnel du cinéma, qui expose sa lecture d’un film. Cette lecture, également appelée critique, est publiée principalement dans la presse écrite. Il demeure plusieurs façons d’aborder la critique. Une première est celle de l’entrevoir comme un avis et une seconde est de la penser comme une analyse de film. Cependant, nombreux sont ceux qui la restreignent à un simple avis sur un film, celui qui fera qu’ils iront voir, ou non, le film. La critique évalue le film selon plusieurs aspects : esthétiques, narratifs, ou interprétatifs.

## Définitions
Devenir critique de cinéma ne demande aucune formation particulière — même si certaines formations, telles que les études de cinéma, d'arts du spectacle, d'histoire de l'art ou de lettres, peuvent favoriser la tâche — mais plutôt un goût prononcé pour l’écriture et pour voir des films. Le métier de critique se situe à l’intersection de deux mondes : le monde du cinéma et le monde des médias. On distingue toutefois deux types de critiques, dont la limite n'est réellement fixée que depuis 1970 : le journalisme et la réflexion, mêlant théorie du cinéma et analyse. La première a pour fonction de juger, de se faire guide du spectateur, alors que la seconde est d'une tendance universitaire, elle privilégie ici une analyse désintéressée du film. Ainsi, la première catégorie implique de simples journalistes (ils disposent d'une carte de presse délivrée par la Commission de la carte d’identité nationale des journalistes professionnels) alors que la seconde est composée de spécialistes (ils disposent de la « carte verte »),.
Le critique est le plus souvent en relation avec un attaché de presse, lui-même engagé par un distributeur. L’attaché de presse fabrique et diffuse un dossier de presse qui informe les critiques des principales informations sur le film (fiche technique, filmographies ou autres informations importantes). Un autre outil dont l’attaché de presse dispose est la projection de presse, séance réservée à des critiques et organisée avant la sortie nationale du film. Il réside également les festivals, vitrine de ce qui se fait dans le monde du cinéma. Le distributeur peut même proposer des voyages pour assister au tournage, la rencontre d'une personnalité pour mener une interview, ou de simples cadeaux, tels qu’un disque ou un gadget publicitaire du film. Le critique est en effet souvent soumis à la pression du distributeur. Certains distributeurs vont même jusqu'à ne pas organiser de séances de presse craignant une critique, dans le sens concret du terme, de la part des critiques ; d’autres préfèrent exclure certains critiques de leurs projections, anticipant un mauvais accueil de leur part.

### Descriptions

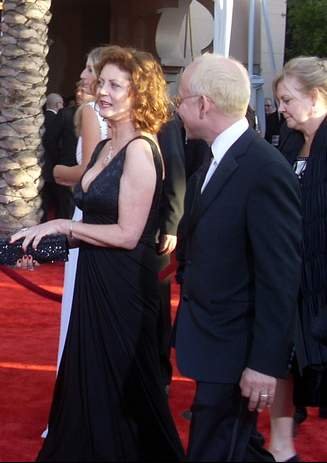
Bob Balaban interprète le mauvais critique qui finit dévoré par les monstres auxquels il ne croit pas dans La Jeune Fille de l'eau

Serge Daney déclarera, en 1974, qu'être critique c'est avant tout comprendre un film et la manière avec laquelle leur univers s'emboîte dans le monde qui les entoure. Pourtant, répondre à la question « qu'est-ce qu'un critique ? » n'est pas aisé.
Le cinéma est un art particulier, différent de ceux reconnus par la tradition à travers les six muses, et André Bazin le nommera ainsi « art impur ». Bazin l’a appelé ainsi du fait de la place qu’occupe l’argent et la technique dans le processus de fabrication d'un film. Cependant, très tôt on reconnaît au cinéma son fondement artistique. Dans ce sens, le critique de cinéma peut se contenter de décrire le film. Cependant, un film n'est pas seulement une œuvre d'art, mais également une énigme ouverte : le critique l’accompagne et en déploie les possibilités.
Le cinéma a besoin de la critique, sans cette dernière, il ne peut exister pleinement. Selon Jean Douchet, il faut remarquer, dans un premier temps, qu'un film se meurt tant que ne se déclenche pas, par l'intermédiaire de la critique, un contact entre deux sensibilités : celle de l'artiste auteur de l'œuvre et celle de l'amateur qui l'apprécie. Selon lui, le fait d'apprécier, de ressentir et de propager son enthousiasme pour un film constitue un acte critique.
Dans les années 1950, les jeunes critiques des Cahiers du cinéma (tels que Godard, Truffaut ou encore Chabrol) mettent en évidence la puissance artistique du cinéma, initialement conçu comme seul moyen de distraction, en élevant au rang d’artiste John Ford, Howard Hawks et Alfred Hitchcock. En parallèle, ils mettent en marge le cinéma français, de mauvaise qualité et trop académique.

### Fondements
Le cinéma est l’un des arts, sinon l’art, qui attirent un public très vaste et diversifié. Il incite à parler ; c’est ainsi que chacun, après avoir assisté à une projection, dès qu’il se retrouve en compagnie d’autres personnes, souhaitent en parler. Le cinéma n’est pas, dans ce sens, un spectacle intimidant, et tout le monde se considère spécialiste, ou, tout au moins, détenteur d’une opinion fondée au propos du film qu’il vient de voir. C’est ainsi que déclare François Truffaut : « tout le monde a deux métiers : le sien et critique de cinéma ».
Si cette définition d’un critique de cinéma est large, elle n’en reste pas moins le fondement du métier de critique, certes plus restreignant : il demande un recours à l’écriture et à la publication.

## Histoire

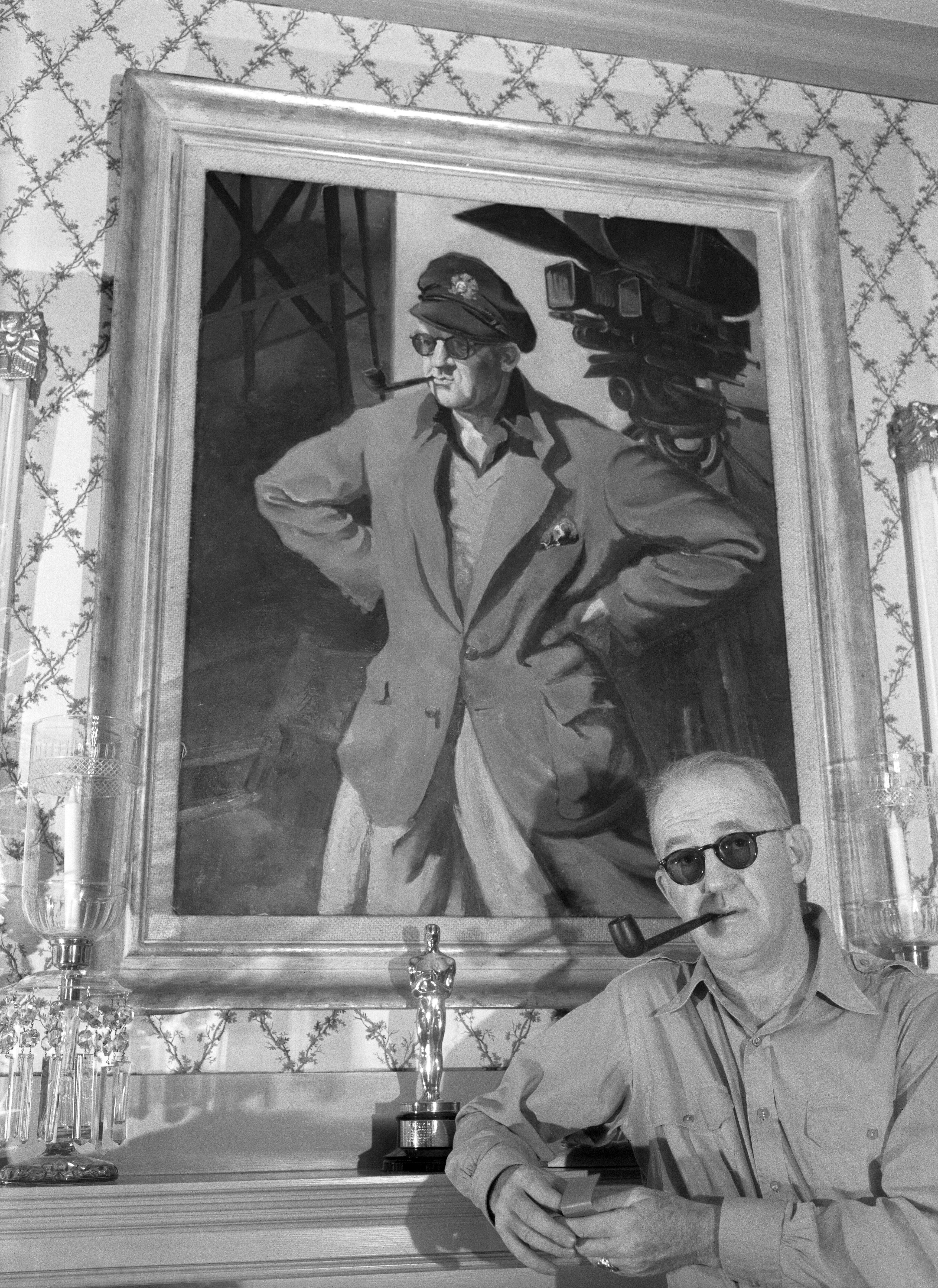
John Ford : écrire c'est prendre des risques (L'Homme qui tua Liberty Valance)

### Une pré-critique
La critique de cinéma a débuté dès décembre 1895 alors que le cinématographe naissait, l’invention suscitant de nombreux articles dans la presse mais tout reste encore publicitaire : si l’on écrit sur un film, c’est pour faciliter ses envies . Ce ne sont alors que des chroniqueurs qui rendent compte des projections, insistant sur le côté documentaire des images animées. Puis, en 1897, née une presse corporative qui s'adresse directement aux professionnels. Cependant, jusqu’au début du XXe siècle, la critique ne représente que des propos techniques, dans des revues sur la photographie car le cinéma n’était pas alors considéré comme un art majeur et aussi influent que le théâtre par exemple. En 1903, la presse commence à se diriger plus amplement vers le public, et, en 1908, les frères Lafitte inventent la promotion. C’est en 1912, dans Le Figaro, qu’une enquête est réalisée sur la concurrence grandissante exercée par le cinéma sur le théâtre. Dès lors, dans les critiques, sont intégrées des anecdotes sur les tournages.

### Débuts de la critique
En 1911, il ne manque à la critique qu'une indépendance et un regard tourné plus amplement sur l'esthétique. C'est ainsi que Lucien Wahl imagine dans le Petit Bleu : « des premières de films [où] des aristarques analyseraient, discuteraient, soupèseraient ».
À partir de 1916, des rubriques régulières sont tenues par Émile Vuillermoz dans Le Temps, ainsi que par Louis Delluc (qui impose le terme de cinéaste), René Jeanne ou par Léon Moussinac, où leurs auteurs analysent quelque peu l'image, et son contexte. Vuillermoz et Delluc sont ainsi considérés comme les véritables fondateurs de la critique cinématographique du fait qu'ils défendent le cinéma comme un art qui s'impose par sa forme, son style, ses auteurs. Ces deux derniers se veulent indépendants par rapport à l'industrie, pour se permettre d'exprimer un jugement propre. On parle alors de « pensée du cinéma ». Parallèlement, Moussinac pense le cinéma comme « expression sociale ».
À la suite de la naissance du cinéma sonore, La Revue du cinéma, fondée en 1929 par Jean George Auriol crée une nouvelle idée du cinéma. Revenant à la vocation populaire du cinéma, La Revue du cinéma met en avant l'humain dans le film. Dans ce type de presse, le critique est en fait un spectateur qui s'immerge dans le film et qui écrit selon ses émotions ressenties.
Les années 1930 verront naître des critiques de qualité, indépendants, tels que Alexandre Arnoux ou Georges Altman. Cependant, la nouvelle époque qu'est celle du parlant laisse transparaître un vide théorique, et la critique est donc emprunt à l'idéologie et à la morale, en relation directe avec le climat intellectuel.
Alors que L'Écran français devient un hebdomadaire indépendant, de nouveaux critiques sont remarqués : André Bazin, Alexandre Astruc, Jean-Charles Tacchella ou encore Roger Thérond qui sont passionnés par le cinéma américain. Un nouveau débat né d'une opposition entre forme et fond. Alexandre Astruc déclare ainsi que :

« le cinéma est en train de devenir un moyen d'expression […] une forme dans laquelle et par laquelle un artiste peut exprimer sa pensée, aussi abstraite soit-elle, ou traduire ses obsessions, exactement comme aujourd'hui il en est de l'essai ou du roman. »

La réflexion critique est désormais, en général, axée sur la mise en scène et sur la notion d'auteur, un film est perçu comme l'œuvre d'une personne, comme l'affirme le critique américain Irving Pichel.
L'Occupation est marquée par un certain âge d'or du cinéma français et par Lucien Rebatet, critique de cinéma influent dans le journal collaborationniste Je suis partout. Cet écrivain impose la critique comme genre littéraire.

### Politique des auteurs

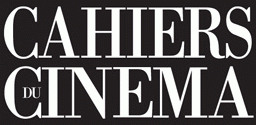
Une nouvelle critique, avec la naissance des Cahiers du cinéma

Ce n'est ni le personnage, ni les évènements relatés qui font le film, mais leur organisation dans le temps. C'est de cette manière qu'à partir de 1953, de nouveaux concepts critiques apparaissent : l'« organisation des êtres et des choses qui est à elle-même son sens, je veux dire aussi bien morale qu'esthétique » a déclaré André Bazin dans Les Cahiers du cinéma, créé récemment par ce dernier, aux côtés de Jacques Doniol-Valcroze, Joseph-Marie Lo Duca et Léonide Keigel. Avec cette nouvelle critique, sont attaqués les réalisateurs qui ne font qu'illustrer un scénario, à la manière de Jean Aurenche et Pierre Bost. Jean Giraudoux déclara ainsi : « il n'y a pas d'œuvres, il n'y a que des auteurs ». Cette nouvelle perception s'oppose à l'idée d'un cinéma perçu comme art collectif, et cherche à établir ce qui a été admis en littérature, en musique ou en peinture. Malgré les ensembles différenciés qui font l'œuvre (le cinéma expressionniste, le cinéma pur ou encore la Nouvelle Vague), Les Cahiers du cinéma affirmeront que l'unité du film demeure le responsable de la mise en scène. Puis, en 1952, naît la revue Positif qui s'oppose à la « politique des auteurs » des Cahiers, pour préférer le côté politique ou le surréalisme du film. Dans ce sens, ils vantent rapidement les mérites de Luis Buñuel, Jean Vigo ou encore de Luchino Visconti et de Stanley Kubrick. À la même époque, en 1955, naît à Montréal la revue Séquences, qui sera longtemps dirigée par l'auteur et professeur Léo Bonneville et est toujours en activité aujourd'hui.
La politique des auteurs, durant les années 1960, se répand en Italie avec Cineforum, en Allemagne avec Filmkritik ou en Grande-Bretagne avec Sight and Sound. Cependant, très vite, cette politique se verra limitée. Alors que la plupart des critiques se mettent d'accord sur un panthéon des auteurs, des revues marginales tentent d'élargir ce cercle et d'y ajouter des artistes. C'est par exemple le cas de Allan Dwan, Riccardo Freda et de Vittorio Cottafavi.
Un troisième mouvement, qui fait suite au premier (le modèle hollywoodien) et au second (le cinéma d'auteur), est mené par deux argentins : Fernando Solanas et Octavio Getino, au début des années 1970. À travers leur manifeste, « Vers un troisième cinéma », ils décident d'un mouvement en lutte avec le système économique et politique.

### Face aux nouveaux médias
En 1962, avec la naissance de la Semaine internationale de la critique, à Cannes, la presse cinématographique devient de plus en plus appréciée et donne un renouveau à la cinéphilie. Elle intervient ainsi dans les quotidiens pour lutter contre la censure française,. Le triomphe des magazines grand public tels que Première ou Studio magazine, qui privilégient le côté people, mettent en valeur la médiatisation du cinéma. Le lien entre commerce et critique devient plus étroit avec le temps. La critique redevient, comme lors de ses débuts, une promotion du film.
Néanmoins, quelques critiques ne se sont pas pliés à cette nouvelle forme, comme les Cahiers du cinéma. Des tables rondes, des colloques, ou des ciné-clubs continuent à s'organiser autour de la même idée, le cinéma en tant qu'art, et non en tant que média.

### En France

#### Pré-critique
La critique a vu le jour très tôt, qu'elle soit corporative ou promotionnelle. Cependant, ces textes sont encore anonyme et ne relèvent donc pas précisément de la critique comme on l'appelle communément aujourd'hui. Le cinématographe est né le 28 décembre 1895, à Paris. Et c'est ainsi que le premier article est paru le surlendemain dans le quotidien Le Radical : l'auteur y décrit la « merveille photographique » qui est « certainement une des choses les plus curieuses de notre époque »,. Ainsi, en 1896, des revues de vulgarisation publieront plusieurs articles sur cette invention des frères Lumière, mais leur point de vue est strictement technique, et est d'ailleurs quelquefois erroné.
À partir de la fin du XIXe siècle, des revues portent un réel intérêt au cinéma, bien qu'à cette époque on parlait de « chronophographie », comme Ombres et lumière, un mensuel de photographie. Dans ce journal, le cinéma est présenté comme un rival de la lanterne magique. Par la suite, Charles Pathé et Léon Gaumont créent leur revue, mais ces dernières, bien que centrées sur le cinéma, n'ont qu'un intérêt commercial pour la firme respective des deux hommes. Ainsi, on dénombre, durant cette période, beaucoup de bulletins, de journaux ou de revues ayant trait au cinéma, mais n'ayant aucun intérêt critique.

#### Origine de la critique de cinéma
En 1903, naît pourtant une revue que l'on pourrait considérer comme le « premier périodique traitant des questions cinématographiques » : Le Fascinateur,. Cependant, elle est vite remplacée, en 1905, par Photo-Ciné puis Ciné-Journal (1908), Le Courrier cinématographique (1911) et enfin par L'Écho du cinéma (1912). Cette nouvelle presse, pour l’époque, qui ne traite que du cinéma, attire le regard des producteurs et des distributeurs. Ces revues ne sont, alors, composées que de quelques portraits, d’annonces et de réflexions diverses sur les films que leurs auteurs ont pu voir. Fort de leur succès, durant les années 1910, leur nombre s'accroît fortement, laissant place à une concurrence imposante : les ventes diminuent à cause de la diversité des revues disponibles sur le marché. La première Guerre mondiale mettra ainsi fin à nombre d'entre elles.
Jusqu'alors, les revues cinématographiques s’adressaient aux professionnels, aux artistes. C’est ainsi qu'en 1914, naît la revue Le Film qui prend le parti de s’adresser au public. Mais ce n’est qu’en 1916 que la revue gagne son essor, à la suite de la reprise d’Henri Diamant-Berger. Ce dernier entreprend véritablement le cinéma comme un art, et s'ouvre ainsi à un vrai travail de critique cinématographique. En juillet 1917, Louis Delluc accède au poste de rédacteur en chef, après des passages moins remarqués de Abel Gance, Louis Aragon ou encore de Léon Moussinac. Mais l’aspect luxueux de la revue — elle est imprimée sur du papier couché, agrémentée d’illustrations et de photographies en couleur — restreint son impact à un public parisien bourgeois. C’est ainsi que Louis Delluc, en 1918, décide de quitter Le Film pour fonder sa propre revue, qui sera financée par des annonces, en s’inspirant de Vogue « qui est devenue en fait la chronique théâtrale, artistique et mondaine de Londres, en même temps que de New York et de Paris », selon lui. Delluc souhaite fixer son prix de vente du numéro à 2,50 Fr : sa revue était alors composée d'une centaine de pages, dont les deux-tiers ne contenaient que publicité. Cependant, ni Le Journal du ciné-club, ni Cinéa — les deux revues que Delluc fonde — ne parviennent à se vendre.
Malgré les échecs de nombre de revues, entre 1917 et 1921, plus d’une dizaine de magazines naissent. À la fin de cette période, il n’existe pas moins de trente cinq revues critiques à Paris et quatorze en Province. De plus, la fin de l’ère du muet marque un essor considérable du discours journalistique.
Après 1918, alors que le cinéma français décline face au cinéma américain, et même face au cinéma allemand (en 1927). Les revues voient cette baisse de la production nationale et la pensent comme d’une « longue déploration où l’on fustige la crise endémique des structures de production et de distribution du pays, caractérisée par une grande dispersion ».

#### Années 1920
La survie des revues pour véritables « cinéphiles » demeure pourtant difficile. Chacune des revues tente de fidéliser le lecteur en lui proposant toutes sortes d’offres : projections, visite de studios ou accès à des conférences, mais des revues telles que Le Journal du ciné-club ou La Gazette des sept arts disparaissent très rapidement ; d’autres, comme Cinéa et Ciné pour tous fusionnent.
Naît alors, en 1922, Le Film complet, la revue attire dès sa création un large public. Cette dernière, ou encore La Petite Illustration cinématographique se mettent à produire ce qui sera appelé des « ciné-romans ». Témoin de son succès, Le Film complet, d'abord bihebdomadaire devient tri hebdomadaire en 1927. Par ailleurs, la revue est vendue pour seulement 30 centimes. Alain Carou déclarera que la revue témoigne « d'une mise en page moderne et inventive, qui valorise à l’extrême l’illustration photographique et dans l’image, les corps en action ». Cependant, ce nouveau genre de revue, les ciné-romans, s’éloigne de la revue critique, pour valoriser la production.
Face à la baisse de la production française, à la différence d’un cinéma américain et allemand talentueux, plusieurs cinéastes insistent sur le côté inventif de leurs films, comme Louis Delluc, Jean Epstein, Abel Gance ou encore René Clair. Malgré ce développement, le cinéma français n’a pas le succès escompté, que ce soit en France ou dans le monde.
C’est ainsi que les revues prennent le choix d’utiliser un ton véritablement critique, en déplorant la médiocrité de la production française, et font appel aux spectateurs à boycotter les salles. René Bizet déclare que « les dix voix qui essayent de se faire entendre sont étouffées par les cent voix dorées des agents de publicité qui se camouflent en critiques » au propos des magazines de l’époque. De plus, Léon Moussinac est condamné en 1928 par le tribunal civil à 500 Fr pour avoir publié une critique défavorable sur Jim le harponneur (The Sea Beast), un film américain, mais est relaxé en appel. Pour Cecil Jorgefélice, l’un des fondateurs et dirigeants des trois magazines Photo-Ciné, Cinégraphie et On tourne, le jugement sur les revues cinématographiques est sans appel : « dans toutes les branches de l’activité journalistique, le niveau intellectuel et surtout moral est lamentable. Dans la presse sportive, et encore plus si possible dans la presse cinématographique, il est aboli ».
En 1924, Jean Tedesco a l’idée de louer un théâtre pour le transformer en salle de cinéma, dont sa revue Cinéa-Ciné pour tous le promeut. À travers cette nouvelle salle, le premier pôle de cinéma indépendant, il projette des grands classiques et des films d’avant-garde. Par la suite, les ciné-clubs s’abritent volontiers dans ce genre de salle. Par exemple, le Film-club fondé par Pierre Ramelot en mars 1928 prend son siège au Studio 28, un cinéma parisien. Et, en décembre de la même année, la revue Du Cinéma de Jean George Auriol, s’associe au Film-club pour en plébisciter les séances. C’est ainsi que la cinéphilie connaît un certain « âge d’or » : grâce aux revues, aux clubs qu’elles suscitent et aux salles qu'elles soutiennent.

#### Vers de nouveaux médias

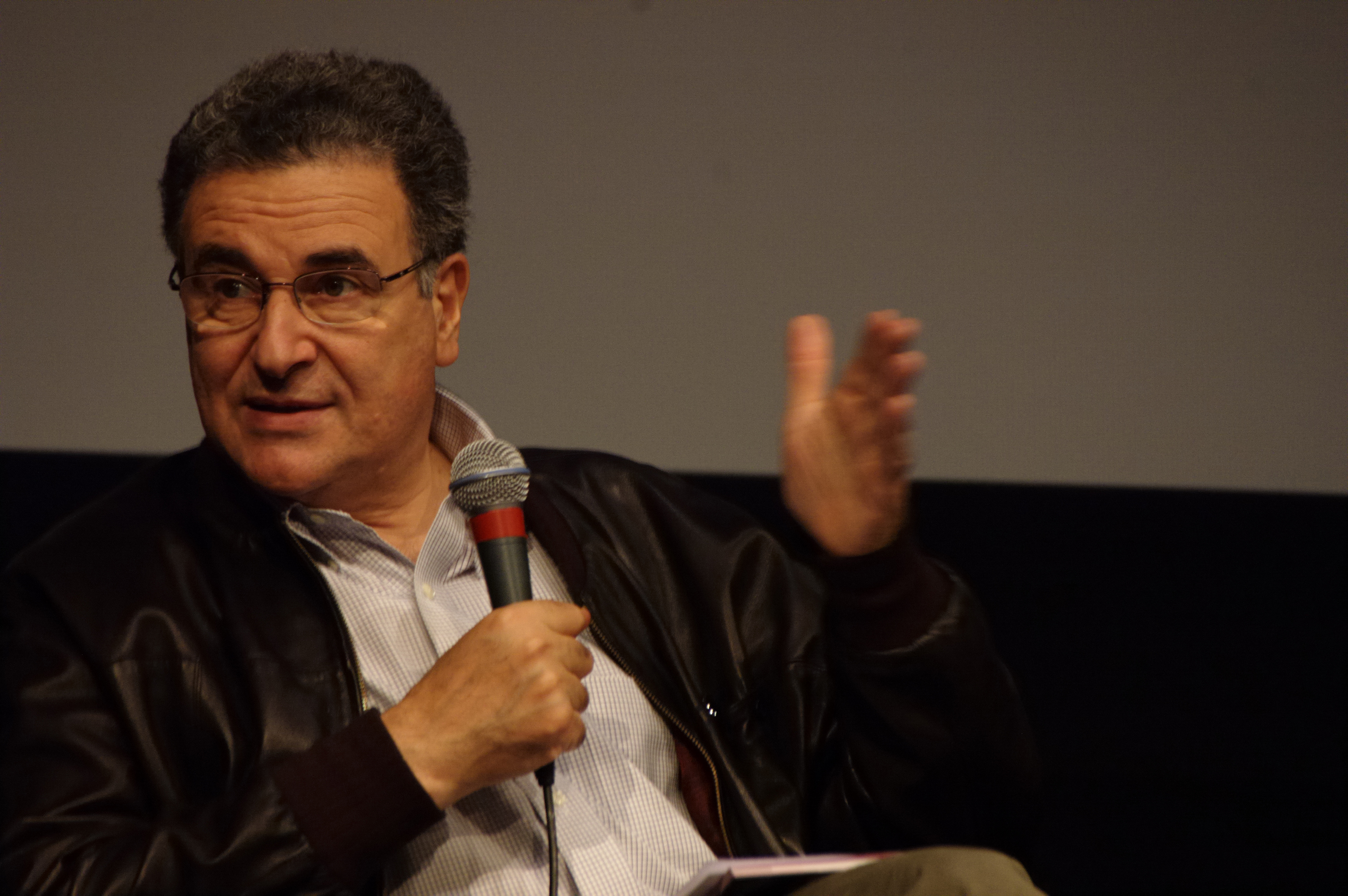
Serge Toubiana, précédemment rédacteur en chef des Cahiers du cinéma

À ce jour, il réside plusieurs types de revues critiques, celles pour grand public ou pour cinéphiles connaisseur. Parmi eux, Les Cahiers du cinéma ou Positif s’adressent à des cinéphiles, à la différence de Première et de Studio magazine qui ont une visée plus large. Malgré ces différentes catégories de magazines, dont les frontières restent quelquefois floues, la technique d’approche de la critique reste identique à celle des années 1920. En effet, le lecteur y retrouve les visites en studio, les annonces de films ou même les interviews de célébrités en vogue. Une différence est toutefois notable : la technique publicitaire. Une place de choix est attribuée au box-office et aux grands groupes industriels.
Alors que la télévision prend une place croissante dans la société depuis le début des années 1950, des critiques obtiennent d’être diffusés à l’écran. En 1957, c’est par exemple le cas avec France Inter qui décide d’ajouter à son programme l’émission « Masque et la plume » qui donne à voir des « débats critiques ». Cependant, ce genre d’émission ne prend pas réellement de sens pour le critique, puisqu’elles reviennent le plus souvent à « théâtraliser » les relations entre les critiques présents lors du débat. De plus, à la télévision, cette activité critique est très réduite du fait d’alliances passées entre le producteur de l’émission et les critiques : ce même producteur est également très souvent producteur au cinéma.
Avec le temps, ces émissions critiques ont disparu. Seules des émissions de cinéma persévèrent, mais elles sont réduites aux portraits d’artistes, telles que Cinéastes de notre temps ou Cinéma, cinémas.
La critique connaît une mutation, non pas sur le fond, mais sur la forme : la naissance du support internet. En effet, si les critiques d’histoire n'utilisent pas internet, la considérant de peu crédible, la critique de cinéma s’y est pourtant largement développée depuis la fin des années 1990. En effet, en 2003, il y avait plus de revues cinéma commerciales sur internet que de revues cinéma en édition papier. Ce renouveau est en partie dû au fait de la possibilité de lecture : un site internet peut-être lu facilement depuis n’importe où. Pour exemple, Les Cahiers du cinéma est lu moitié moins que le site www.objectif-cinéma.com (semi-commercial), qui est lui-même bien moins visité qu'un site comme AlloCiné. Une autre cause est la nature du lectorat : les jeunes cinéphiles représentent une grande partie du marché des revues papier, mais leur accès à internet est bien plus simple, avec son développement et son accès illimité. Autre attrait d’internet, le développement de forums de discussion qui permet à chaque utilisateur de donner son avis sur un film ou d'en demander un.
Preuve du succès d’internet, il est possible de remarquer les logos de sites sur les affiches de festivals, ou même de films, tels que Yahoo! ou même AlloCiné. Par ailleurs, depuis quelques années, Écran Noir, site de critiques de cinéma en ligne, a créé le Festival International du Film d'Internet.
Cependant, peut-on réellement parler de concurrence entre la revue papier et l’internet ? Si pour certains magazines, les numéros vendus ont progressivement diminué, d’autres magazines ont pris le parti de se servir d’internet pour se faire leur propre publicité comme le magazine Première qui a créé son propre site internet. De plus, une critique publiée sur internet a nécessité, auparavant, une écriture manuscrite, fondement du métier de critique, qu’il soit pour une revue ou pour être publié en ligne.

### En Belgique
La critique de cinéma en Belgique est représentée par des revues spécialisées comme Surimpressions, des personnalités comme Hugues Dayez, critique de cinéma et journaliste culturel à la RTBF, ou encore, depuis la systématisation de l'internet, par des blogs spécialisés comme le site internet Égérie, intégralement consacré au cinéma belge francophone .

### En Suisse romande
En Suisse Romande les principaux critiques de cinéma dans les années 1960 à 1990 sont Freddy Buache, Rene Dasen, Freddy Landry, Claude Vallon, Christian Zeender et Georges Bratschi.

## Crise

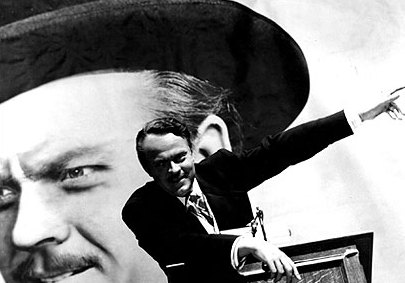
Charles Forster Kane est un génie des médias, mais un très mauvais critique (Citizen Kane)

Aujourd'hui, la critique change, elle se remet en question du fait de l'apparition d'internet, ou de nouveaux modes de diffusion où la critique prend part, et de la crise — et des problèmes de publications — de la presse de cinéma. En effet, jusqu'alors, la critique ne se transmettait que par la presse, média le plus mis à mal aujourd'hui, de par l'évolution de son lectorat. André Habib, chroniqueur et coordinateur de la section cinéma de la revue électronique www.horschamp.qc.ca, déclare que selon lui, le désir d'un critique, qu'il soit sur papier ou sur internet, n'est autre que celui de prolonger et transmettre les sentiments du film. Ce n'est donc pas tant la critique qui est remise en question, mais ce sont les outils de la critique qui se trouvent en partie renouvelés.
La critique se démocratise notamment à travers les réseaux sociaux et des sites internet comme Allociné ou SensCritique où chaque internaute peut noter et critiquer les films.
Cependant selon Fereydoun Hoveyda, la seule critique valable est celle publiée dans les mensuels. Ce dernier considère que les quotidiens, les hebdomadaires et les sites internet se cantonnent à une critique qu'il appelle d'« information », comme l'a définie René Guyonnet. Pour Guyonnet, il faut réfléchir sur le comment de la critique : il faut se demander quels ont été les critères qui ont servi à déterminer les jugements. Ainsi, il en cite plusieurs dont la signification politique, l'interprétation morale, le goût personnel, la méthode sophistique, la description sociologique ou encore la critique historique. Mais, ici, Hoveyda s'oppose à la pensée de Guyonnet, la qualifiant d'« inutile » : il considère que celle-ci ne sert qu'à connaître que si telle ou telle personne a aimé tel film, s'éloignant fondamentalement de l'aspect esthétique du film.
Aujourd'hui en France, la critique de cinéma conserve une place significative dans la presse écrite, ne serait-ce qu'en termes de pagination. À titre de comparaison, certaines industries culturelles, comme la bande dessinée ne dispose dans cette même presse qu'une attention limitée.

## Typologie
En 2019, une étude du Collectif 50/50 sur les critiques de films en Europe révèle que le domaine de la critique a longtemps été et reste un environnement professionnel à prédominance masculine. Seulement 28,5 % des critiques publiées dans les pays étudiés (Allemagne, Danemark, Italie, Espagne, France, Pologne et Suède) étaient rédigées par des femmes en 2018 et 2019.
L'étude montre également que le genre du réalisateur, ou de la réalisatrice, n'influe en rien sur la note des critiques, qu'ils soient des femmes ou des hommes.
Certains magazines spécialisés sont connus pour leurs critiques, en France, comme Les Cahiers du cinéma (où François Truffaut, Claude Chabrol, Serge Daney, Thierry Jousse ou Olivier Assayas entre autres ont exercé), Positif pour la presse écrite, et Le Masque et la Plume (Michel Ciment, Danièle Heymann, Alain Riou…) à la radio.

### Institutions
Des associations de critiques décernent des prix dans quelques villes : Prix du Cercle des critiques de film de Londres, Los Angeles Film Critics Association Awards, NYFCC Award (pour New York), l'AQCC (Association québécoise des critiques de cinéma)…
Le nom de critiques et historiens du cinéma réputés a été donné à des récompenses propres au cinéma : Louis Delluc, Georges Sadoul…

## Critiques notables

### France
- Louis Delluc
- Léon Moussinac
- André Bazin
- Henri Agel
- Jean-Louis Bory
- Barthélémy Amengual
- Louis Marcorelles
- Jacques Siclier
- Bernard Chardère
- Claude Beylie
- Danièle Heymann
- Michel Ciment
- Serge Daney

### Belgique
- Hugues Dayez est le critique de cinéma de la RTBF.
- Sélim Sasson fut critique de cinéma de la RTBF de 1961 à 1986.

### États-Unis
- Pauline Kael travailla notamment pour le magazine The New Yorker.
- Roger Ebert
- Peter Biskind
- Leonard Maltin

### Royaume-Uni
- Barry Norman